# União Desportiva Rei Amador
La União Desportiva Rei Amador o UDRA és un club de futbol de l'illa de São Tomé, a São Tomé i Príncipe, amb base a São João dos Angolares. Rep el nom pel Rei Amador, un rei esclau dels angolars.

## Uniforme
Els colors dels seus uniformes inclouen una samarreta amb ratlles blanques i blanques amb mànigues blanques per jugar com a local i la roba taronja amb mitjons blaus per a jugar de visitant o alternatiu. El color del seu escut és marró amb el Rei Amador presentat al mig i la data de la fundació del poble a la part inferior.

## Història
La UDRA es va convertir en el dotzè i recent club en guanyar el seu primer títol i juntament amb uns altres quatre clubs, només té un títol nacional guanyat actualment. També ha guanyat dos títols nacionals de copa.
El club va competir en la primera divisió fins que va quedar relegat el 2007 i no va tornar de nou fins a la temporada 2009/10. Durant quatre anys van ser un dels cinc millors clubs de l'illa, les seves posicions finals es van disparar cada any, el quart del 2011 amb 34 punts i 31 gols marcats, tercer el 2012 i menys punts i gols amb 32 i 28, el segon el 2013 amb 41 punts més alts i 37 gols. UDRA finalment va acabar primer i va guanyar el seu primer títol insular el 2014 quan va aconseguir entrar al campionat nacional i va competir amb el FC Porto Real de Príncipe amb el resultat de 2-1 i 1-0 a casa; el partit es va resoldre a penals, UDRA va derrotar a Porto Real i es va convertir en el 12è club en obtenir el seu primer títol nacional i ser l'únic club de Caué a fer-ho. Recentment, l'UDRA es s'ha mantingut en el primer lloc durant mitja temporada, va baixar lleugerament quan el Sporting Praia Cruz el va enxampar; en les últimes setmanes, l'UDRA va recuperar el lideratge i va aconseguir el seu segon i recent títol regional i va aconseguir una altra entrada als campionats nacionals on es van enfrontar al GD Os Operários, segon en la general, aquesta vegada als campionats al novembre. UDRA va derrotar Os Operários en els dos partits i va reclamar el seu segon títol i ara un dels quatre clubs que té dos títols. No és clar que UDRA pugui participar en la Lliga de Campions de la CAF de 2018.
UDRA va guanyar el seu primer títol de copa el 2013 després de derrotar el GD Sundy 5-1, UDRA va ser el primer club de Caué en obtenir una competició nacional. A la copa nacional, UDRA derrotaria el Sporting Clube do Príncipe 2-1 per reclamar el seu segon títol de Copa. Dos anys més tard, UDRA va ser guanyador de la Copa de l'Illa de São Tomé i es va classificar per la final de la Copa nacional 2016 per enfrontar-se a GD Os Operários. La UDRA va derrotar aquest club 6-2 i va guanyar el seu tercer i recent títol de Copa i es va convertir en l'únic club que ha guanyat tres copes del país. Va ser la segona final consecutiva de copa que va acabar 6-2 per al guanyador. En els campionats de les illes de 2016, el club va derrotar a la UD Correia 8-0 el 24 de juliol i el va convertir en el partit amb més gols de la història de l'illa. L'UDRA es va classificar per la final de la Copa nacional després de derrotar el Futebol Club Aliança Nacional el 17 de setembre de 2017. L'11 de novembre, UDRA es va enfrontar a un dels dos millors clubs de l'illa, el Sporting Praia Cruz. L'UDRA el va derrotar 2-0 i va guanyar el seu segon títol de Copa regional de l'illa, la segona vegada que va fer UDRA, cosa que li permetrà enfrontar-se al Porto Real de Príncipe aquest 2 de desembre.

## Títols
Nacional:
- Campeonato Santomense de Futebol: 2

2014, 2017
- Taça Nacional de São Tomé e Príncipe: 3

2013, 2014, 2016
- Super Taça de São Tomé e Príncipe: 1

2014, 2017
Regional:
- Liga Insular de São Tomé: 2

2014, 2017
- Taça Regional de São Tomé: 4

2013, 2014, 2016, 2017

## Resultat del campionat entre illes
| Temporada | Divisió | Posició | Jugats | Guanya | Empata | Perd | GF | GC | GD  | Punts | Copa               | Qualificació/descens               |
| --------- | ------- | ------- | ------ | ------ | ------ | ---- | -- | -- | --- | ----- | ------------------ | ---------------------------------- |
| 2011      | 2       | 4       | 21     | 10     | 4      | 7    | 31 | 18 | +13 | 34    |                    | Cap                                |
| 2012      | 2       | 3       | 18     | 10     | 2      | 6    | 28 | 26 | +2  | 32    |                    | Avançat al Campionat Nacional 2012 |
| 2013      | 2       | 2       | 18     | 12     | 5      | 1    | 37 | 14 | +23 | 41    | Guanyador nacional | Avançat al Campionat Nacional 2013 |
| 2014      | 2       | 1       | 18     | 16     | 1      | 1    | 34 | 9  | -25 | 49    | Guanyador nacional | Avançat al Campionat Nacional 2014 |
| 2016      | 2       |         | 22     | -      | -      | -    | -  | -  | -   | -     | Guanyador nacional | Cap                                |
| 2017      | 2       | 1       | 22     | 13     | 7      | 2    | 47 | 20 | -27 | 46    | Guanyador regional | Avançat al Campionat Nacional 2017 |